# Echoverleihung 1994
Der 3. Echo wurde am 8. März 1994 in Frankfurt am Main in der Alten Oper vergeben. Als neue Kategorien kamen Dance, Jazz und Filmmusik hinzu. Erstmals fand in Köln der ECHO Klassik statt, deshalb wurde diese Kategorie ausgegliedert. Gewinner des Abends waren mit je zwei Musikpreisen Haddaway, Culture Beat und Die Toten Hosen. 

## Nationaler Newcomer des Jahres
Illegal 2001

## Musikvideo des Jahres national
Die Prinzen – Alles nur geklaut

## Medienmann des Jahres
Peter Rüchel

## Handelspartner des Jahres
Firma Knie, Wiesbaden

## Marketingleistung des Jahres
Virgin Records für Die Toten Hosen

## Produzent des Jahres
Torsten Fenslau für Culture Beat

## Erfolgreichster nationaler Künstler im Ausland
Culture Beat

## Filmmusik national
Hans Zimmer für Das Geisterhaus

## Jazz Produktion des Jahres
Aziza Mustafa Zadeh

## Volksmusik/Schlager Gruppe des Jahres
Brunner & Brunner

## Volksmusik/Schlager Künstler des Jahres
Rolf Zuckowski

## Volksmusik/Schlager Künstlerin des Jahres
Angela Wiedl

## Dance Single des Jahres national
Haddaway – What Is Love

## Gruppe des Jahres international
Ace of Base

## Gruppe des Jahres national
Die Toten Hosen

## Künstler des Jahres international
Meat Loaf

## Künstler des Jahres national
Herbert Grönemeyer

## Künstlerin des Jahres international
Bonnie Tyler

## Künstlerin des Jahres national
Doro Pesch

## Erfolgreichste nationaler Song des Jahres
Haddaway – What Is Love

## Lebenswerk
Udo Jürgens